# Dersu Uzala (película de 1975)
Dersú Uzalá ―en ruso Дерсу́ Узала́ [dersú uzalá], y en japonés デルス·ウザーラ― distribuida en formato VHS y DVD como Dersú Uzalá (El cazador) es una película soviético-japonesa de 1975 dirigida por Akira Kurosawa.
El guion está basado en las memorias publicadas en 1923 bajo el título Dersú Uzalá por el explorador Vladímir Arséniev (1872-1930) sobre Dersú Uzalá, un hombre de la etnia hezhen que acompañó a sus hombres durante varias expediciones por la región siberiana de Sijoté-Alín. De este modo la trama se centra en un nativo que vive cómodamente en los bosques llevando un estilo de vida que, de manera inevitable, será destruido por el avance de la civilización. Otros ejes centrales son el respeto y la amistad que surge entre dos personas de diferentes etnias o la pérdida de fuerzas y habilidades con el paso de los años.
La película obtuvo varios premios entre los que destacan el David de Donatello de la Academia de Cine Italiana (1977), el premio a mejor película en el Festival de Cine de Moscú (1975) y el Óscar a mejor película extranjera (1976).

## Argumento
La película comienza en medio de la taiga siberiana en la que se está construyendo una nueva villa. Un día llega un hombre que le pregunta a un obrero por la tumba de un amigo al que enterró tres años atrás entre unos cedros y abedules. Sorprendido de que exista un cuerpo en el bosque, le aconseja que mire por otra parte hasta que descubre un montículo de tierra que señala la ubicación de la tumba.
La trama retrocede hasta 1902, cuando un grupo de expedicionarios al mando del Capitán Vladímir Arséniev (Yuri Solomin) exploran el área de Shkótovo (entonces parte del Krai de Usuri, actualmente: Krai de Primorie) para topografiar el terreno. Una noche se encuentran a un nómada de raza nanái llamado Dersú Uzalá (Maxim Munzuk), quien accede a acompañar al grupo. Al principio, los hombres de Arséniev ven al ermitaño como un viejo maleducado y excéntrico, no obstante acaba ganándose la confianza y el respeto del grupo gracias a su inteligencia, sabiduría, instinto de observación y compasión por los demás. Tras llevarles a una cabaña abandonada y arreglarla, le pide al Capitán cualquier alimento para aquel visitante que quiera sobrevivir en la zona. Este les explica entonces que deduce el parecer de las personas por su manera de obrar.
Durante una travesía por dos ríos, Uzalá salva la vida de Arséniev y de uno de sus hombres en dos ocasiones: la primera cuando tras perderse por buscar un lago congelado les sorprende una repentina ventisca que les lleva a trabajar en equipo para construir una cabaña antes de que mueran congelados (Arséniev pronto descubre que Uzalá utilizó el trípode y varios fusiles aparte de la vegetación para montar la estructura). Ya de día, Arséniev dispara al aire y sus hombres acuden a su busca. Cinco años después, ambos se ven de nuevo en una situación peligrosa cuando iban en una balsa por otro río en el que este tira al capitán al agua para evitar que caiga en los rápidos, en cambio Dersú consigue salvarse tras amarrarse a un tronco, una vez seguro, este les pide que talen un árbol con el que llegar a la orilla.

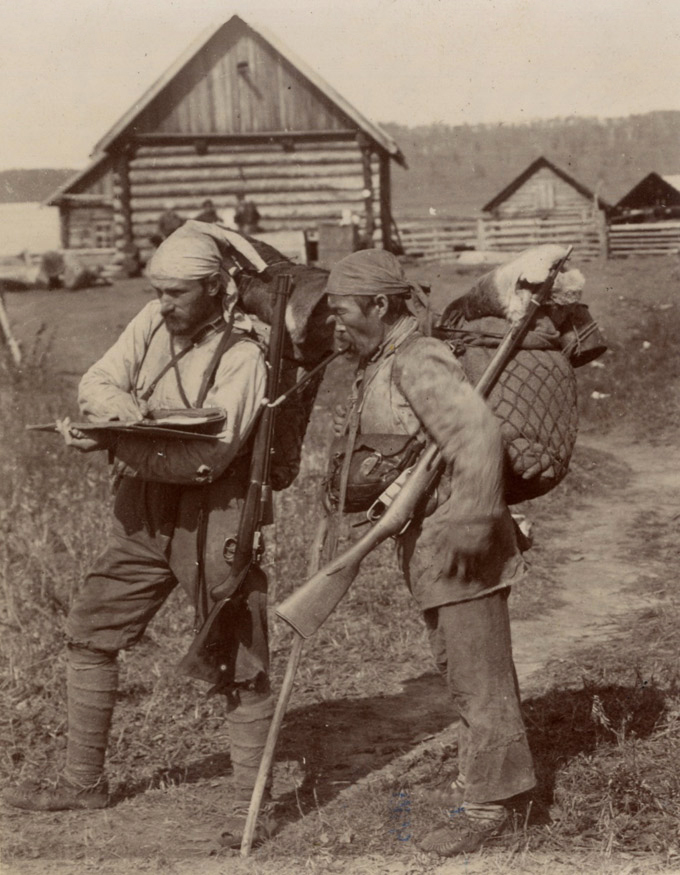
El explorador ruso Vladímir Arséniev junto a Dersú Uzalá. Fotografía de 1906.

Una vez finalizan la expedición, Dersú se despide de sus [ya] amigos y regresa a la taiga mientras que los demás deciden seguir por unas vías férreas hasta que años más tarde vuelven a encontrarse. Sin embargo los años no pasan en balde y la vista y los demás sentidos le empiezan a fallar. Al problema de no poder cazar en perfectas condiciones, se le suma la presencia de un tigre al que llama Amba, a pesar de su falta de reflejos, consigue disparar y herir al felino. Al cabo de un tiempo empieza a volverse más arisco con los demás y a admitir que la pérdida de sus sentidos se deben a una maldición por matar a Amba. El capitán Arséniev decide llevárselo a su casa en la ciudad de Jabárovsk, en donde a pesar de estar en un cómodo hogar, Dersú se siente infeliz al no poder cazar, talar madera ni dormir en la calle. Tras pasar el tiempo, le pide al capitán y a su familia que le dejen volver a su hábitat. Como regalo de despedida, Arséniev le obsequia con un rifle más moderno y ligero, con el que poder cazar sin que su falta de vista le suponga ningún problema.
Varios días después, Arséniev recibe un telegrama en el que le notifican que han hallado el cuerpo sin vida de un nanái sin identificación, salvo el giro postal de Arséniev. Tras confirmar ante un policía la identidad del cadáver, mientras ve cómo entierran a su amigo, el capitán especula con la posibilidad de que alguien matara a Dersú para robarle el arma.

## Reparto
- Maxim Munzuk - Dersú Uzalá
- Yuri Solomin - Capitán Vladímir Arséniev
- Svetlana Danílchenko - Anna Arsénieva, la esposa del capitán
- Dima Kórshikov - Vova Arséniev
- Suimenkul Chokmórov - Zchan Bao
- Vladímir Kremená - Turtyguin
- Aleksandr Pyatkov - Oléntiev

## Producción
Realizada en formato de coproducción soviético-japonesa el rodaje se realizó casi en su totalidad en la taiga siberiana convirtiéndose en la primera película dirigida por Kurosawa rodada fuera de Japón. También es la única rodada en formato de 70 mm.

## Recepción
La película obtuvo una buena acogida comercial llegando a vender 20,4 millones de entradas en los cines de la Unión Soviética y recaudó 1,2 millones de dólares en Estados Unidos y Canadá.

## Premios
32.ª edición de las Medallas del Círculo de Escritores Cinematográficos
| Categoría                       | Candidata   | Resultado |
| ------------------------------- | ----------- | --------- |
| Mejor película de arte y ensayo | Dersu Uzala | Ganadora  |

Oscars 1976: Ganadora a la Mejor Película en idioma extranjero